# Chrysopa mainerii
Chrysopa mainerii är en insektsart som beskrevs av Navás 1929. Chrysopa mainerii ingår i släktet Chrysopa och familjen guldögonsländor. Inga underarter finns listade i Catalogue of Life.